# St. Jakobi (Herford)

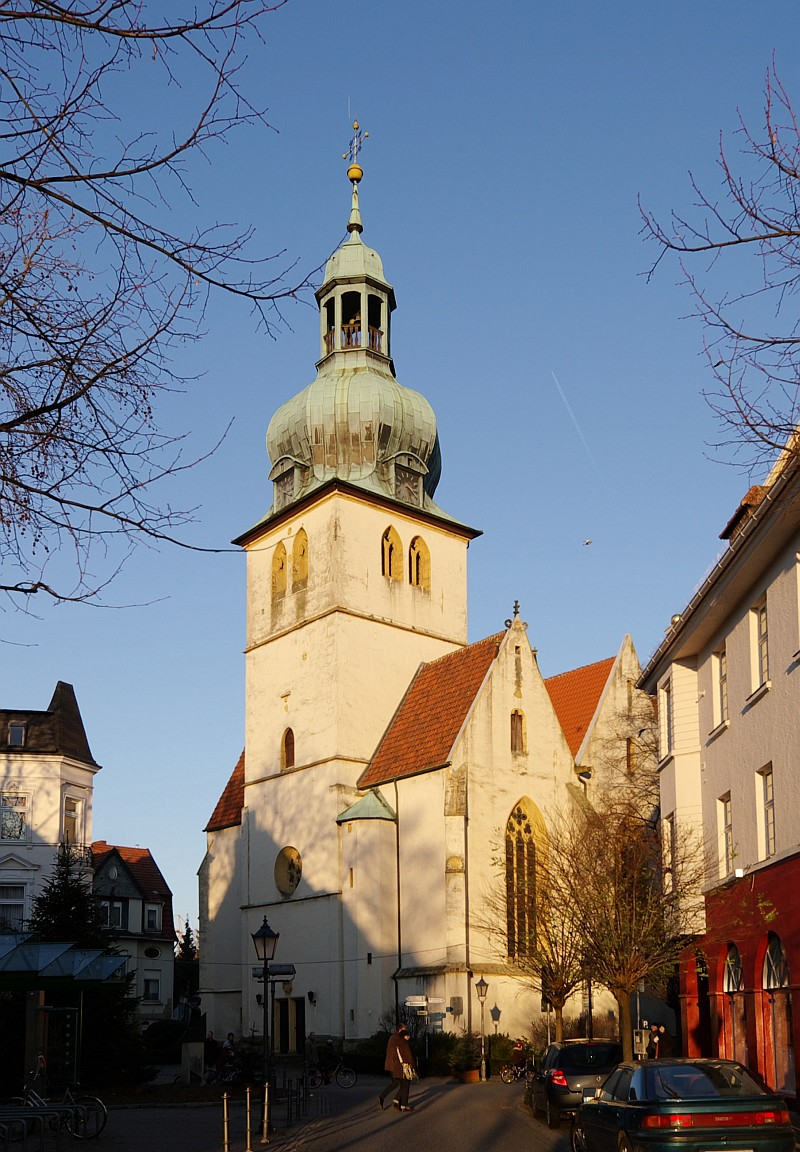
St. Jakobi in Herford

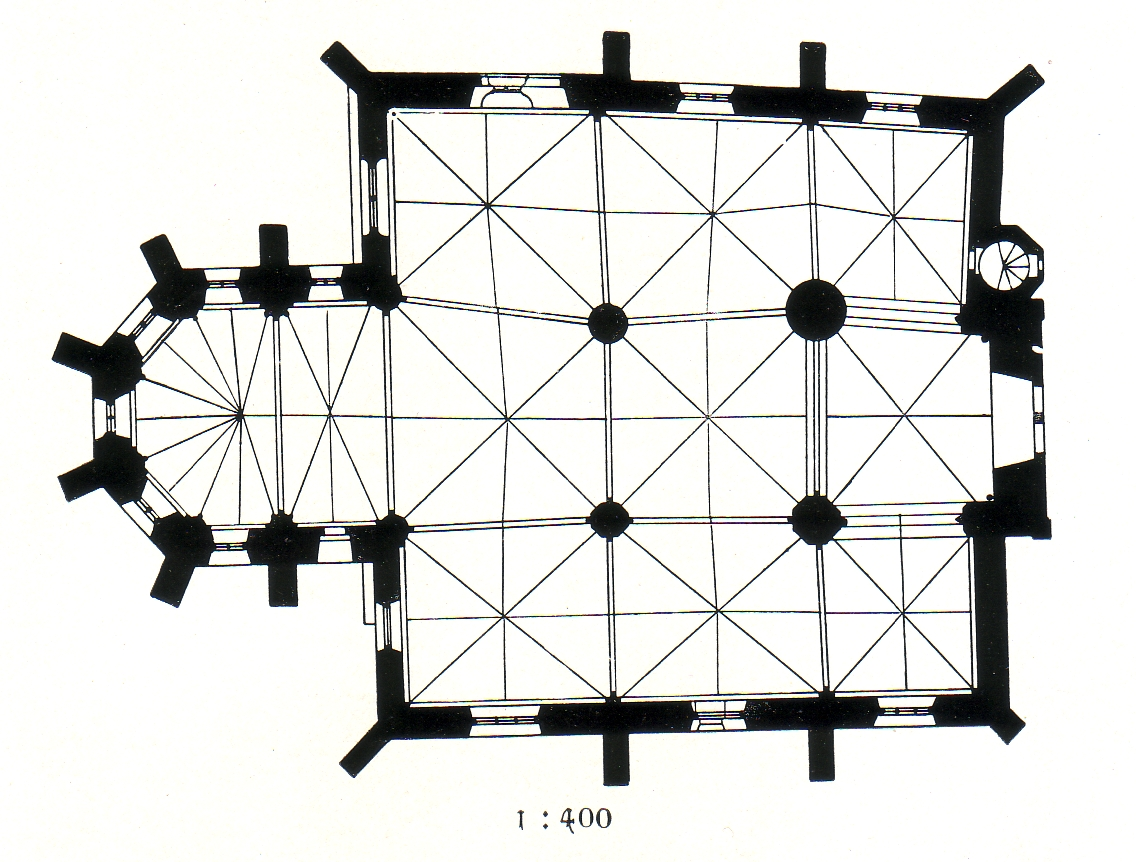
Grundriss von St. Jakobi

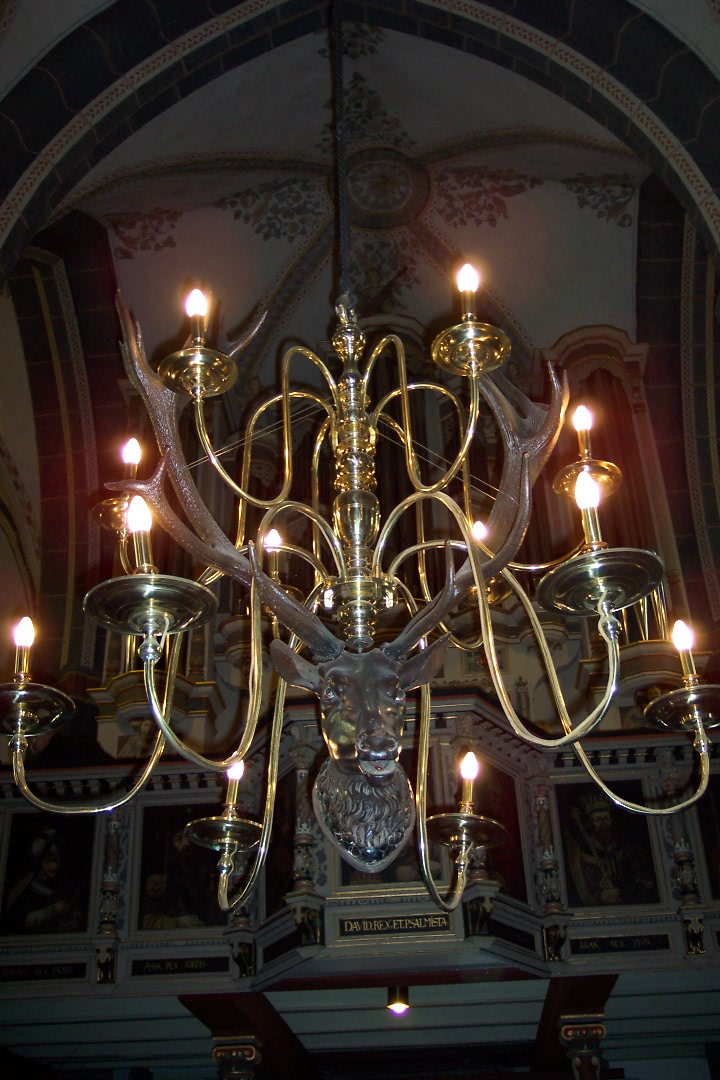
Hirschlampe, im Hintergrund der Orgelprospekt

St. Jakobi ist die evangelisch-lutherische Pfarrkirche des Herforder Stadtteils Radewig. Sie wird daher auch als Radewiger Kirche bezeichnet. Zusammen mit dem Herforder Münster und der Johanniskirche gehört die Jakobikirche innerhalb des Kirchenkreises Herford zur Kirchengemeinde Herford-Mitte.

## Geschichte
Die Kirche wurde im 14. Jahrhundert gebaut. Die gotische Hallenkirche vom Typus des Westfälischen Quadrates hatte wahrscheinlich bereits einen Vorgängerbau. Wie das Patrozinium bereits nahelegt, handelte es sich in erster Linie um eine Stationskirche für Pilger auf dem Weg nach Santiago de Compostela. Mit Einführung der Reformation in Herford wurde die Kirche 1530 auf Ratsbeschluss zunächst geschlossen. Seit 1590 dient sie als evangelische Pfarrkirche, nachdem sie auf Betreiben des Radewiger Bürgermeisters Anton Brutlacht wieder geöffnet und umfassend renoviert worden war. Brutlacht ließ eine vollständig neue Einrichtung anfertigen und stiftete die Kanzel. An den ersten reformatorischen Gottesdienst am 1. Advent 1590 erinnert bis heute das Radewiger Kohlfest (siehe unten). Im großen Herforder Stadtbrand von 1638, welcher unter anderem fast den gesamten Stadtteil Radewig zerstörte, wurden das Dach und der Turmhelm vernichtet und anschließend wiederaufgebaut. 1778 brannte der Turmhelm nach einem Blitzeinschlag erneut nieder, so dass die Kirche 1786 die heutige Zwiebelturmhaube bzw. Welsche Haube erhielt. Während des Zweiten Weltkriegs erlitt die Kirche 1940 durch eine Fliegerbombe Schäden am Südportal und an einem der südlichen Strebepfeiler, welche noch vor Kriegsende beseitigt wurden.
1981 wurde die Kirche unter Denkmalschutz gestellt.

## Glocken
In der Glockenstube hängt ein dreistimmiges Eisenhartguss-Geläute der Glockengießerei Lauchhammer mit der Tonfolge d1–f1–as1 von 1921. Die Kirche verfügt in der Laterne zudem über eine Stundenglocke von 1736 aus Bronze (d2) und eine Stahlglocke des Bochumer Vereins von 1874 für den Viertelstundenschlag (e2).

## Innenraum
Der Innenraum besitzt eine beeindruckende Ausmalung und Ausstattung der Spätrenaissance des 16./17. Jahrhunderts.

## Orgel
Die Orgel von St. Jakobi wurde 1973 von dem Orgelbauer Gustav Steinmann (Vlotho) erbaut. Sie ersetzte das historische Instrument, das bis zum Jahre 1863 auf dem ehemaligen Lettner gestanden hatte, und dann von den Gebrüder Meyer aus Herford auf die Westempore umgesetzt und erweitert wurde. Dieses Instrument wurde 1909 durch Klassmeier und 1931 durch Furtwängler & Hammer verändert und erweitert und war nach Kriegsbeschädigungen im Jahre 1952 wieder spielbar. 1968 wurde dieses Instrument abgerissen und 1973 durch einen Neubau ersetzt, bei dem ein Teil des alten Gehäuses und der Ornamentik von Friedrich Meyer aus dem Jahr 1863 wiederverwendet wurden. Die heutige Orgel ist eine „historisch orientierte Kopie“ ohne Anlehnung an die alte Lettnerorgel. Sie verfügt über 25 Register auf zwei Manualen und Pedal.
| I Hauptwerk C– |             |       |
| 1.             | Pommer      | 16′   |
| 2.             | Prinzipal   | 8′    |
| 3.             | Spitzgambe  | 8′    |
| 4.             | Oktave      | 4′    |
| 5.             | Blockflöte  | 4′    |
| 6.             | Quinte      | 2 ⁄3′ |
| 7.             | Waldflöte   | 2′    |
| 8.             | Mixtur V–VI |       |
| 9.             | Trompete    | 8′    |
|                | Tremulant   |       |

| II Brustwerk C– |                 |     |
| 10.             | Holzgedackt     | 8′  |
| 11.             | Prinzipal       | 4′  |
| 12.             | Rohrflöte       | 4′  |
| 13.             | Sesquialtera II |     |
| 14.             | Oktave          | 2′  |
| 15.             | Scharff IV      |     |
| 16.             | Sordun          | 16′ |
| 17.             | Krummhorn       | 8′  |
|                 | Tremulant       |     |

| Pedal C– |              |     |
| 18.      | Subbass      | 16′ |
| 19.      | Oktavbass    | 8′  |
| 20.      | Koppelflöte  | 8′  |
| 21.      | Oktave       | 4′  |
| 22.      | Rohrpfeife   | 2′  |
| 23.      | Basszink III |     |
| 24.      | Fagott       | 16′ |
| 25.      | Klarine      | 4′  |

- Koppeln: II/I, I/P, II/P

## Jakobspilger
Die Kirche war bis ins 16. Jahrhundert Pilgerkirche der Jakobspilger auf ihrem Weg nach Santiago de Compostela.
Anziehungspunkte für die Pilger waren die wundertätige Marienkirche als Ort der Herforder Vision sowie die heilige Pusinna, deren Reliquie in der Münsterkirche aufbewahrt wurde.
In der Radewig, dem Rast- und Marktplatz der Fernhändler, wurde eine Kapelle errichtet, aus der die spätere Jakobikirche entstand. Aus einer Bulle des Papstes Julius II. von 1510 geht hervor, dass die Jakobikirche keine Pfarrkirche war, sondern eine reine Pilgerkirche, die dem Jakobskult diente.
Siehe auch: Wege der Jakobspilger#Nordrhein-Westfalen

## Radewiger Kohlfest
Im Jahr 1530 wurde die Kirche auf Anordnung des Rates wegen der zur Landplage gewordenen Pilger geschlossen. Jakobspilger wurden jedoch noch bis ins 17. Jahrhundert in der Stadt gesehen.
Am Donnerstag nach dem 1. Advent im Jahre 1590 wurde sie als evangelische Kirche wiedereröffnet. Da zu dieser Jahreszeit keine Blumen zum Ausschmücken der Kirche zur Verfügung standen, wurde hierfür Grünkohl verwendet. Noch heute wird aus diesem Anlass das Radewiger Kohlfest gefeiert.

## Öffnungszeiten
Außerhalb der Gottesdienstzeiten ist die Kirche oft aber nicht immer dienstags bis samstags von 11 Uhr bis 16 Uhr geöffnet.

## Literatur

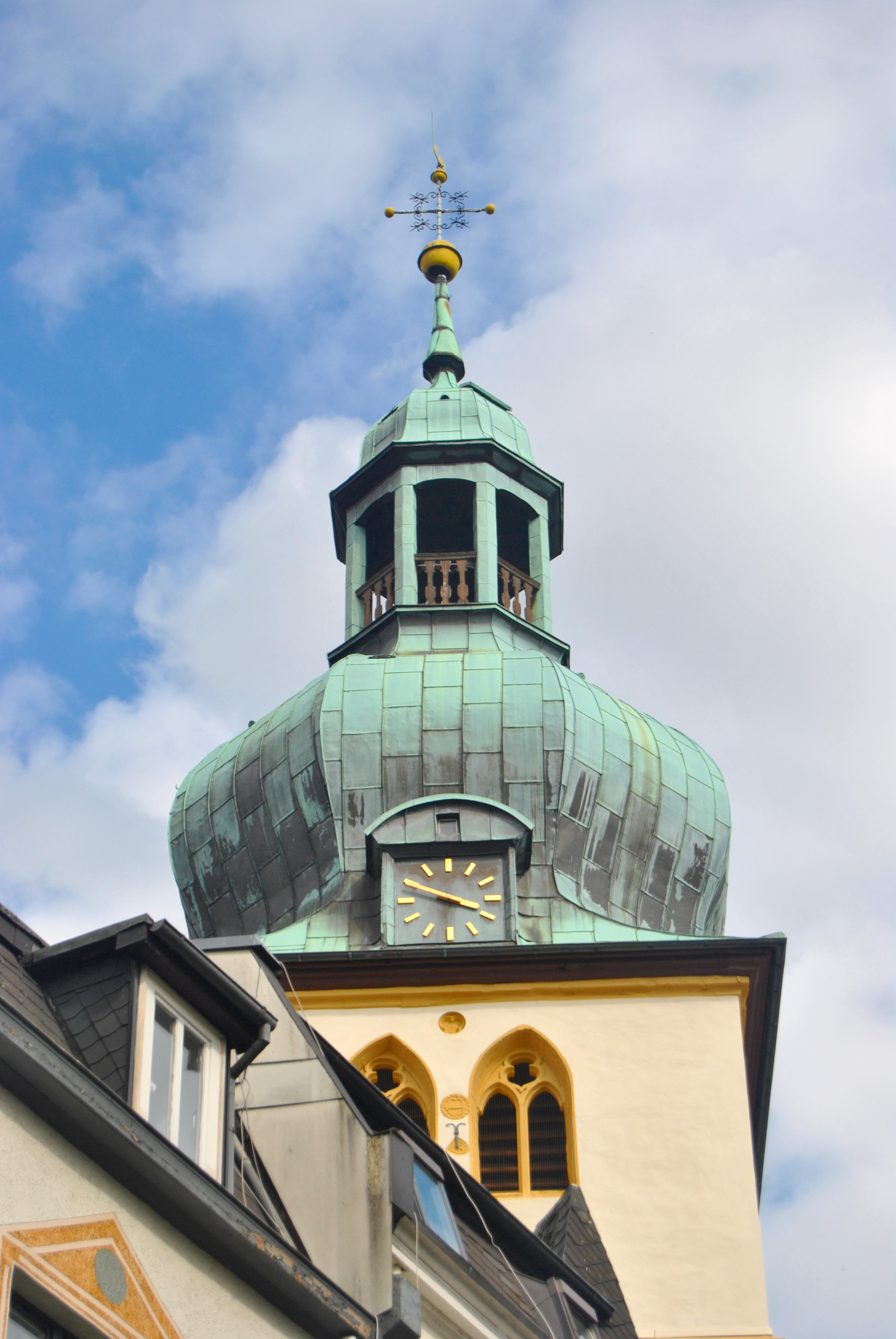
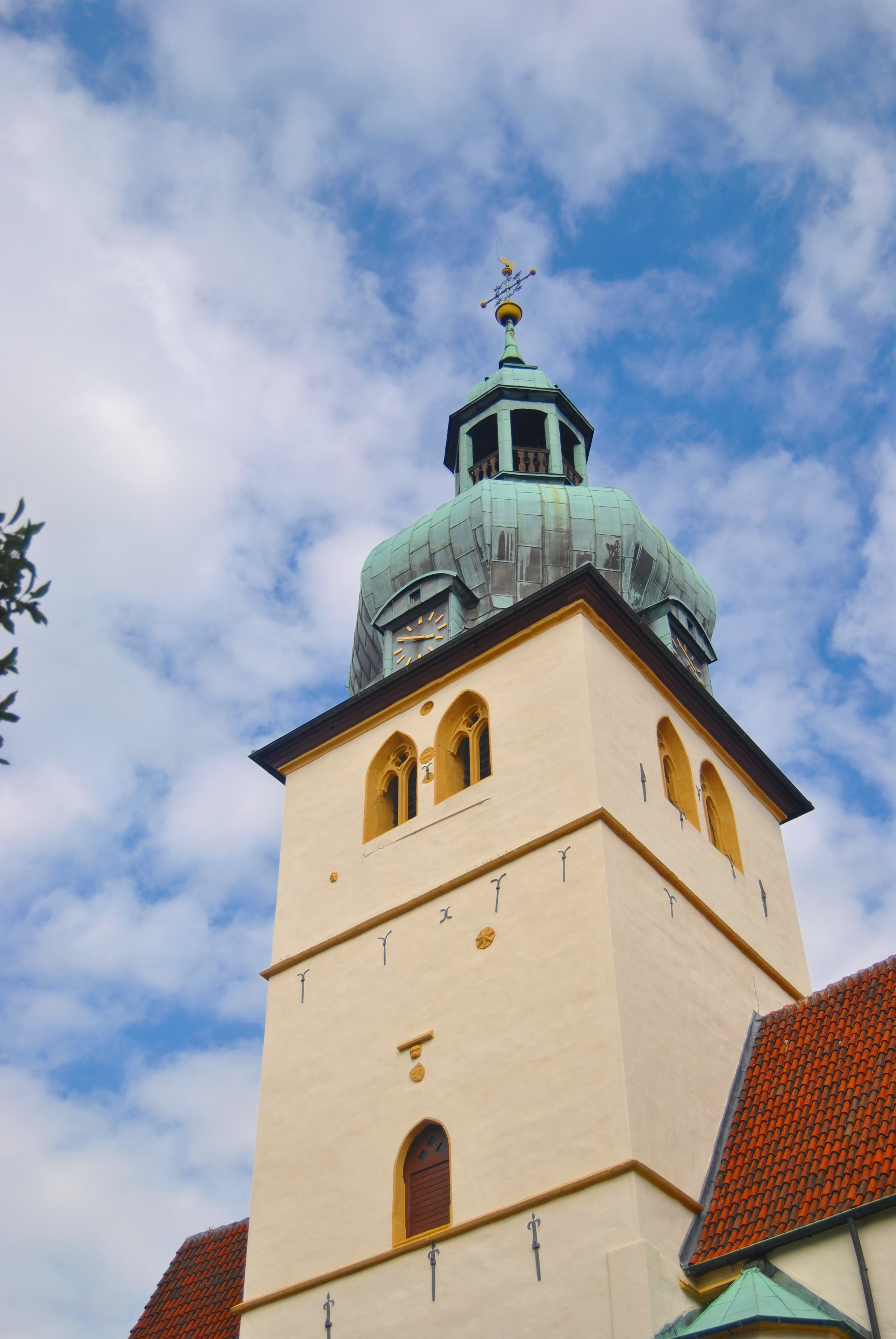
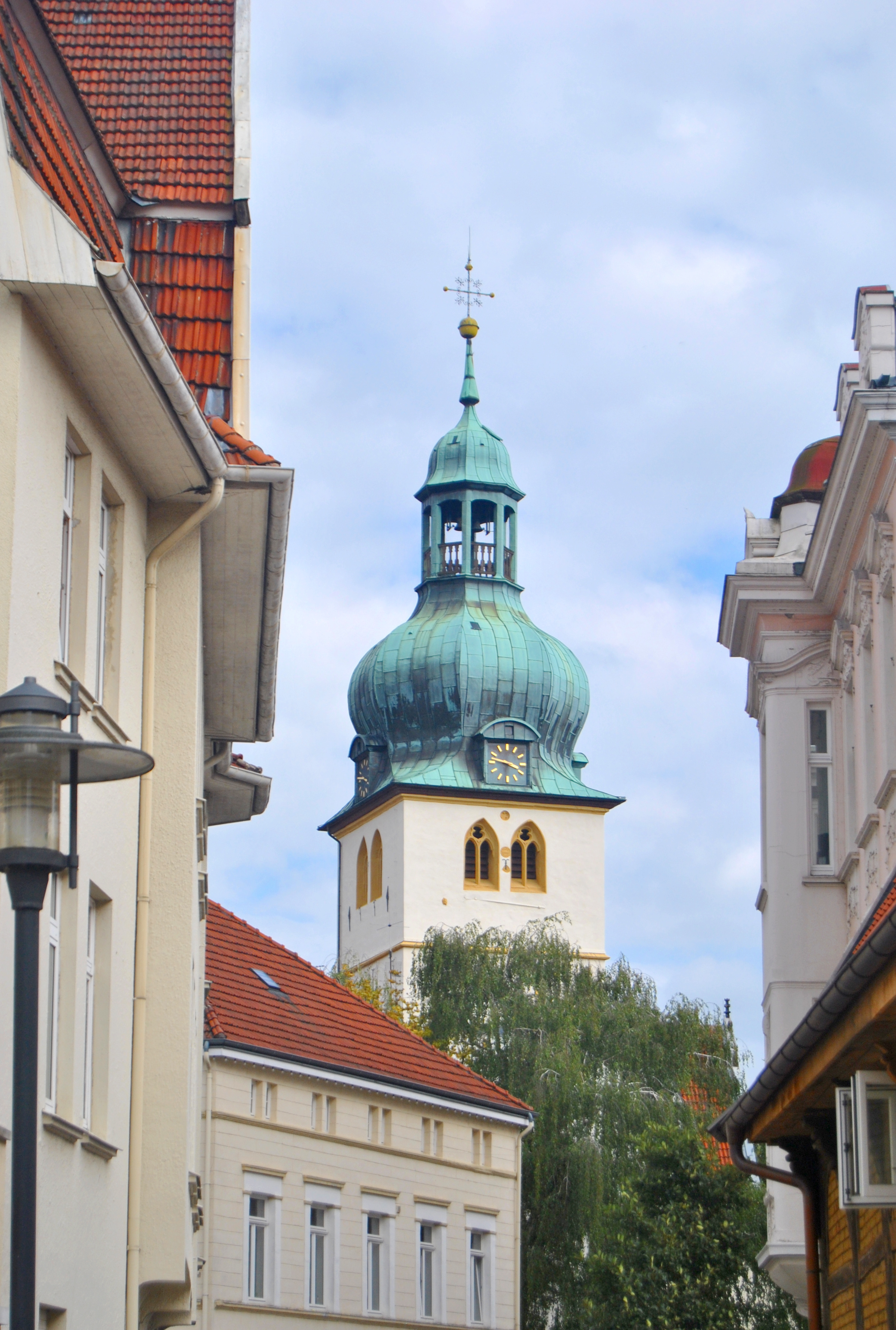